# Gynostemma laxum
Gynostemma laxum là một loài thực vật có hoa trong họ Cucurbitaceae. Loài này được (Wall.) Cogn. mô tả khoa học đầu tiên năm 1881.